# Michał Rapcewicz
Michał Rapcewicz (ur. 10 marca 1982 w Wałbrzychu) – polski jeździec, zawodnik ujeżdżenia. Jego trenerem jest Marc Peter Spahn (Belgia). W latach: 2007, 2008 i 2010 zdobył tytuł Mistrza Polski w ujeżdżeniu. Reprezentant Polski na Letnich Igrzyskach Olimpijskich 2008 w Pekinie i Letnich Igrzyskach Olimpijskich 2012 w Londynie.

## Najważniejsze wyniki
- Mistrzostwa Polski 2005 – 7 miejsce
- Mistrzostwa Polski 2006 – 3 miejsce
- Mistrzostwa Świata Akwizgran 2006 – 43 miejsce
- Finał PŚ Amsterdam 2007 – 18 miejsce
- Mistrzostwa Polski 2007, 2008 – 1 miejsce
- Finał PŚ Londyn – 11 miejsce
- Olimpiada Pekin 2008 (Hongkong) – 16, 23 miejsce
- Finał PŚ ’s-Hertogenbosch – 13 miejsce
- Finał PŚ Las Vegas – 8 miejsce, jak do tej pory najlepszy wynik wśród Polaków
- CDI***-W Warszawa 2009 – 2 miejsce
- CDI-W Lipica 06.2009 – 1 miejsce
- Mistrzostwa Polski Wrocław 2010 – 1 miejsce
- Finał MŚ Kentucky 2010 – 15 miejsce w finale
- WMD Palm Beach 2011 – 1 miejsce
- Kwalifikacja do Letnich Igrzysk Olimpijskich 2012 w Londynie[1]

## Konie
Podstawowy koń – Randon, wałach szlachetnej półkrwi, ur. 1997 (Czuwaj sp. - Rafa sp. po Fanimo KWPN), hodowla: Stadnina Koni Moszna. Koń jest własnością Michała Rapcewicza.